# تشارلز موريسون
تشارلز موريسون (27 مايو 1883 - 25 نوفمبر 1948 بكينغستون في جامايكا) (بالإنجليزية: Charles Morrison)‏ هو لاعب كريكت جامايكي.